# The Ronda Rousey Story: Through My Father’s Eyes
The Ronda Rousey Story: Through My Father’s Eyes ist ein US-amerikanischer Dokumentarfilm von Gary Stretch über die MMA-Kämpferin Ronda Rousey.

## Handlung
Der Film beginnt mit Ronda Rouseys Geburt. Sie kam als Frühchen zur Welt und musste sich bereits am Anfang ihres Lebens durch kämpfen. Der Film erzählt von der Beziehung zu ihrem Vater Ron Rousey, der am Bernard-Soulier-Syndrom erkrankte und sich das Leben nahm, als Rousey acht Jahre alt war. 
Der Film erzählt anschließend von ihrer Karriere, zunächst im Judo-Sport, als sie versuchte in die Fußstapfen ihrer Mutter zu treten. 2008 gewann sie bei den Olympischen Spielen 2008 eine Bronzemedaille. Nach einer kurzen Selbstfindungsphase begann sie dann als MMA-Kämpferin im Dojo von Gene LeBell an, wo sie ausschließlich mit Männern trainierte. Anschließend zeigt er Rouseys Aufstieg von Strikeforce bis zur ersten Championess bei UFC. 
Der Film endet mit ihrer ersten Niederlage gegen Holly Holm am 15. November 2015, bei dem sie ihren Championtitel verlor. Anschließend wird die Geschichte mit ihrem Vater wieder aufgegriffen. Ronda Rousey stellt ihre Geschichte als Streben da, die Erwartungen ihres Vaters zu erfüllen. 
Während der Dokumentation treten verschiedene Weggefährten von Ronda Ropusey auf und erzählten von ihrer Begeisterung über Rouseys Motivation und ihren starken Willen, in ihrem Fach die Beste zu sein.

## Hintergrund
Die Dokumentation wurde von Lionsgate Films produziert. Regisseur Gary Stretch selbst war früher WBC-Champion. Er drehte den Film ab 2010 bis 2015, als Rousey das erste Mal verlor. Die Rechte am Film wechselten allerdings mehrfach, so dass der Film immer wieder verschoben wurde und so jede Chance auf eine Kinoauswertung genommen war. Er erschien daher am 19. November 2020 digital und on demand, unter anderem auf der Streaming-Plattform Netflix.

## Rezeption
Generell wurde der Film zwiespältig besprochen. So seien Gary Stretch einige Mängel unterlaufen. Er habe sich selbst zu häufig in den Film geschnitten. Auch der Schnitt insgesamt würde nicht sehr professionell wirken. Auch werde viel Zeit darauf verwendet, Ronda Rousey als positiven Charakter darzustellen, ohne aber auf ihre schlechten Eigenschaften einzugehen. Unsportlichkeiten, wie die Verweigerung des Handschlags wurden beispielsweise mit ihrem Familiensinn entschuldigt. Auch der Hauptgrund, warum sie nicht mehr als MMA-Kämpferin im Ring steht, wurde verschwiegen: So hatte sie ihre Niederlage nie verkraftet und als im Anschluss auch eine zweite folgte, verließ sie den Sport. Jaschar Marktanners Fazit auf film-rezensionen.de war daher auch: „Die Dokumentation ist überwiegend verdammt langweilig. (…) Auf überwiegend dröge Weise wird ihr Weg von den Anfängen bis zur ersten Niederlage nachgezeichnet, wobei der Film darauf achtet, keine Kritik zu üben, und dafür gerne mal Tatsachen unter den Tisch fallen lässt.“ Lauren Bradshaw dagegen bezeichnete den Film als passendes Porträt über eine Frau, die vieles erreicht habe und auch immer noch erreiche.